# Dactylamblyops stenurus
Dactylamblyops stenurus är en kräftdjursart som beskrevs av Murano 1969. Dactylamblyops stenurus ingår i släktet Dactylamblyops och familjen Mysidae. Inga underarter finns listade i Catalogue of Life.